# Louis Ier de Laval
Pour les articles homonymes, voir Louis Ier.
Louis Ier de Laval, seigneur de Brée, fils de Jean de Laval, il succéda à sa mère aux terres des Haies-Gascelin, de Chanzeaux et de la Chetardie. 
Il avait épousé, le 26 avril 1485, Renée le Sanglier, fille unique de Joachim, seigneur de Bois-Rogues, chevalier et de Jeanne Bonnette, sa première femme. Il fit son testament le 8 mars 1494. Il n'eut qu'un fils : Louis II de Laval.